# Muara Tenang (Semendo Darat Tengah)
Muara Tenang is een bestuurslaag in het regentschap Muara Enim van de provincie Zuid-Sumatra, Indonesië. Muara Tenang telt 744 inwoners (volkstelling 2010).